# The Last of the Duanes (film, 1924)
Pour les articles homonymes, voir The Last of the Duanes.
Pour plus de détails, voir Fiche technique et Distribution.
The Last of the Duanes (littéralement : Le Dernier des Duanes) est un film muet américain réalisé par Lynn Reynolds, sorti en 1924.
Il s'agit de la seconde adaptation du roman éponyme de Zane Grey, écrit en 1913 — mais publié seulement en 1996 sous sa forme originale — après le film The Last of the Duanes de J. Gordon Edwards avec William Farnum et Louise Lovely, sorti en 1919.  Il y aura par la suite encore deux autres adaptations de ce roman :  Le Dernier des Duane (The Last of the Duanes), réalisé par Alfred L. Werker avec George O'Brien et Lucile Browne, sorti  en 1930 et Le Dernier des Duane (Last of the Duanes), réalisé par James Tinling avec George Montgomery et Lynne Roberts, sorti en 1941.

## Fiche technique
- Titre : The Last of the Duanes
- Réalisation : Lynn Reynolds
- Scénario : Edward J. Montagne, d'après le roman éponyme de Zane Grey
- Photographie : Daniel B. Clark
- Producteur : William Fox
- Société de production :  Fox Film Corporation
- Société de distribution :  Fox Film Corporation
- Pays de production :  États-Unis
- Langue : film muet avec les intertitres en anglais
- Métrage : 2 116 m (7 bobines)
- Format : Noir et blanc — 35 mm — 1,33:1 — Muet
- Genre : Film dramatique, Film d'action, Western
- Durée : 71 minutes (1 h 11)
- Date de sortie : 
  - États-Unis : 24 août 1924

## Distribution
- Tom Mix : Buck Duane
- Marian Nixon : Jenny
- Brinsley Shaw : Cal Bain
- Frank Nelson : Euchre
- Lucy Beaumont : Mme Bland
- Harry Lonsdale : Bland